# Baleeiro

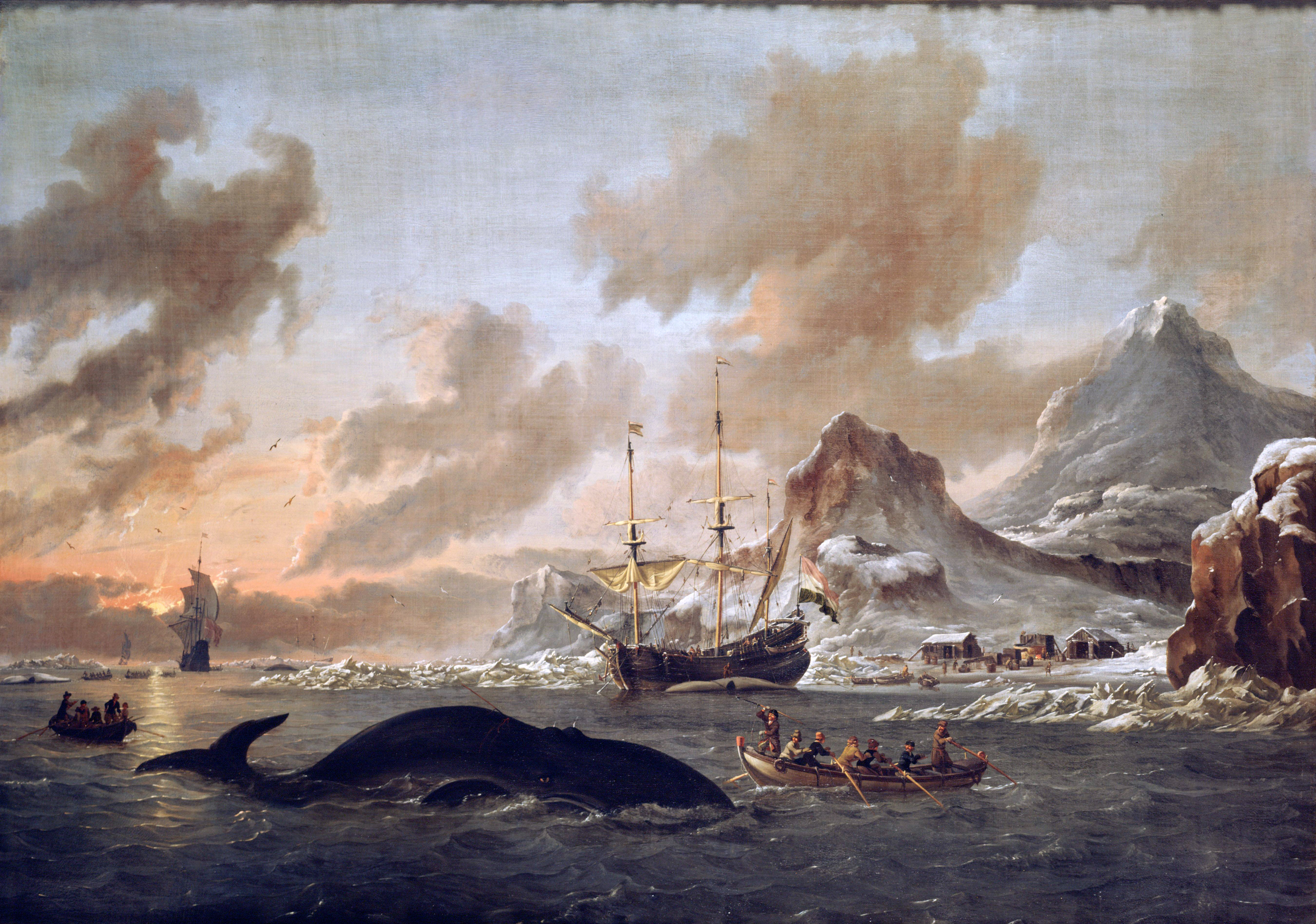
Representação de uma pesca de baleias por marinheiros holandeses do século XVII.

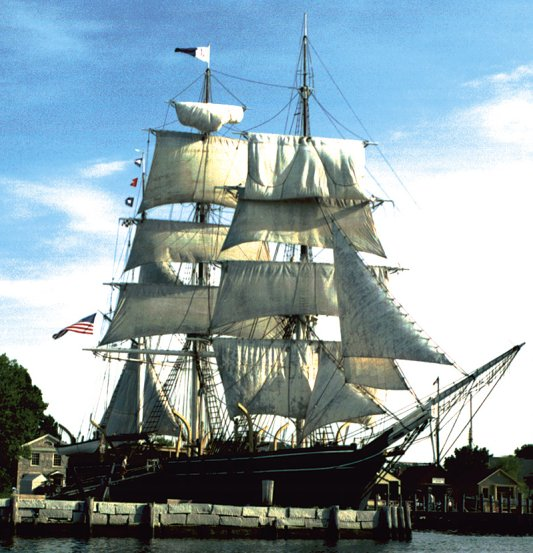
Baleeiro do século XIX.

Baleeiro é um tipo de barco utilizado para baleação (pesca/caça de baleias). O termo também designa o pescador de baleias. O homem encarregado de manejar o arpão é, contudo, chamado balaieiro. A principal característica desta embarcação é possuir a popa rebaixada e a proa elevada, onde fica situado o arpão.